# The World Needs a Hero
The World Needs a Hero —en español: El mundo necesita un héroe— es el noveno álbum de estudio de la banda estadounidense Megadeth editado en el año 2000 a través de sello discográfico Sanctuary Records. En él, la banda vuelve a posiciones más orientadas hacia sus raíces en el thrash metal, después del éxito comercial de su predecesor, Risk. 
Después de abandonar Capitol Records y perder al guitarrista de larga data Marty Friedman, Megadeth sintió que necesitaba una reorganización. Risk había sido la culminación de su movimiento hacia la accesibilidad comercial, tanto que, el álbum, engendró una reacción entre los aficionados. Así pues, intentaron crear un registro más duro con The World Needs A Hero, yendo tan lejos como para resucitar la mascota de los primeros años, Vic Rattlehead, para una cubierta sangrienta. Este álbum, en efecto, demostró ser lo más pesado de la banda en mucho tiempo, sin duda, mucho más que Risk. La mayoría de los cortes, se realizan a ritmos medios a lentos, y la producción de Mustaine sigue siendo bastante amigable con la radio, lo que significa que el grupo nunca levanta la furia o el resplandor de las glorias pasadas.
El disco es el único, desde Rust in Peace, que tiene todas sus canciones compuestas por Dave Mustaine, excepto "Promises" (Mustaine, Pitrelli).
"Coming Home" apareció en la versión japonesa del álbum como la canción número 3.

## Antecedentes y producción
En 1999, Megadeth lanzó su octavo álbum de estudio, Risk. El álbum fue digno de mención por ser un cambio musical drástico para la banda y la culminación de los crecientes intentos de la banda de lograr el éxito en el mainstream durante la década de 1990, una tendencia que comenzó con Countdown to Extinction (1992). Sin embargo, The World Needs a Hero marca una transición estilística hacia las raíces del thrash metal de la banda. Además, el álbum había sido promocionado por la banda como un "antídoto" contra Risk en un comunicado de prensa. Pese a esto, varios críticos de música han señalado que el álbum aún conserva cierto sentimiento comercial de álbumes anteriores.
Según el líder, Dave Mustaine, el título del álbum se refiere a estrellas de rock estereotipadas. Cuando se le preguntó sobre el asunto, sumado a un comentario anterior acerca de que Axl Rose había matado la imagen tradicional de estrella de rock, Mustaine explicó que "la gente quiere héroes. La mayoría de las bandas se parecen a los jóvenes promedio, usan camisetas de gasolineras, tienen peinados extravagantes y creo que la gente quiere poder decir 'puede que no sean populares, pero son MI banda' ". Mustaine continuó diciendo que muchos de los grupos de música rock contemporánea se veían y sonaban igual, y que la industria de la música necesitaba una héroe. Luego procedió a contrastar la falta de imagen percibida de las escenas musicales actuales con la imagen de bandas de metal de los 80 como Iron Maiden y Judas Priest.
En otra entrevista, Mustaine ofreció una interpretación más sencilla del título del álbum. Al comentar sobre historias negativas en las noticias, como guerras y desastres naturales, Mustaine infirió que el mundo en ese momento necesitaba un héroe para resolver varios problemas en todo el planeta.
La portada del álbum de Hugh Syme muestra a la mascota Vic Rattlehead saliendo de Mustaine.

## Lanzamiento y promoción
El álbum fue lanzado el 15 de mayo de 2001 en los Estados Unidos y vendió 61,000 copias en su primera semana de lanzamiento, ingresando al Billboard 200 en el puesto número 16. El álbum vendió otras 25,000 copias en su segunda semana, cayendo al puesto número 59. El álbum también entró a las listas en Polonia (# 17), Alemania (# 36), Suecia (# 38), y Suiza (# 55). Hasta diciembre de 2005, The World Needs a Hero había vendido alrededor de 219.000 copias en los Estados Unidos. Megadeth comenzó una gira para promocionar el álbum el 8 de junio de 2001 en el Milton Keynes National Bowl en Inglaterra, donde se presentaron junto a bandas como AC/DC, The Offspring, y Queens of the Stone Age. Tras la ruptura de la banda en 2002, seis de las canciones del álbum aparecieron en Still Alive... and Well?, una compilación de 2002 que combina canciones de estudio de The World Needs a Hero, con seis canciones en vivo.
Una versión remasterizada de este álbum, junto con The System Has Failed, fue reeditada en CD, vinilo y para descarga digital el 15 de febrero de 2019. La edición remasterizada incluye como Bonus track a "Coming Home" y la carátula revisada del álbum.

## Lista de canciones
| N.º | Título                        | Letras                    | Escritor(es)  | Duración |  |
| 1.  | «Disconnect»                  | Dave Mustaine             | Dave Mustaine | 5:20     |  |
| 2.  | «The World Needs a Hero»      | Dave Mustaine             | Dave Mustaine | 3:52     |  |
| 3.  | «Moto Psycho»                 | Dave Mustaine             | Dave Mustaine | 3:06     |  |
| 4.  | «1000 Times Goodbye»          | Dave Mustaine             | Dave Mustaine | 6:25     |  |
| 5.  | «Burning Bridges»             | Dave Mustaine             | Dave Mustaine | 5:20     |  |
| 6.  | «Promises»                    | Dave Mustaine/Al Pitrelli | Dave Mustaine | 4:28     |  |
| 7.  | «Recipe for Hate... Warhorse» | Dave Mustaine             | Dave Mustaine | 5:18     |  |
| 8.  | «Losing My Senses»            | Dave Mustaine             | Dave Mustaine | 4:40     |  |
| 9.  | «Dread and the Fugitive Mind» | Dave Mustaine             | Dave Mustaine | 4:25     |  |
| 10. | «Silent Scorn (instrumental)» | Instrumental              | Dave Mustaine | 1:42     |  |
| 11. | «Return to Hangar»            | Dave Mustaine             | Dave Mustaine | 3:59     |  |
| 12. | «When»                        | Dave Mustaine             | Dave Mustaine | 9:14     |  |

| Bonus Track en la Edición Japonesa |               |        |              |          |  |
| N.º                                | Título        | Letras | Escritor(es) | Duración |  |
| 3.                                 | «Coming Home» |        |              |          |  |

## Alineación
- Dave Mustaine: vocalista y guitarra líder
- Al Pitrelli: guitarra líder
- David Ellefson: bajo, coros
- Jimmy DeGrasso: batería

## Posiciones en listas
Álbum
| Año  | Lista         | Posición |
| ---- | ------------- | -------- |
| 2000 | Billboard 200 | 16       |

Singles
| Año  | Sencillo      | Lista                  | Posición |
| ---- | ------------- | ---------------------- | -------- |
| 2000 | "Moto Psycho" | Mainstream Rock Tracks | 22       |